# Лубенченко, Анна Сергеевна
Анна Сергеевна Лубенченко (род. 10 мая 2007, Казахстан) — российская волейболистка, нападающая-доигровщица. 

## Биография
Родилась 10 мая 2007 года в Казахстане. В возрасте 13 лет переехала в Казань, где стала тренироваться в СШОР по волейболу «Юность».
В 2022 году перешла в команду «Виктория-про», а затем подписала контракт с российским клубом Суперлиги «Протоном».
Дебютировала в Российской Суперлиге 21 января 2023 года в матче против «Липецка». В сезоне 2022/23 годов провела 6 игр, заработала 1 очко и завоевала вместе с саратовской командой бронзовые медали чемпионата. В сезоне 2023/24 годов в составе Протона провела 5 игр и заработала 1 очко. В июле 2024 года участвовала в товарищеских матчах Протона с Непалом

### Клубная карьера
- 2022—2025 —  «Протон» (Саратов) — суперлига;
- с 2025 —  «Динамо» (Владивосток) — высшая лига «А».

### Достижения
- Бронзовый призёр чемпионата России 2022/2023 годов в составе «Протона».